# 哈菲兹普尔
哈菲兹普尔（Hafizpur），是印度北方邦Azamgarh县的一个城镇。总人口4520（2001年）。

## 人口
该地2001年总人口4520人，其中男性2380人，女性2140人；0—6岁人口724人，其中男382人，女342人；识字率45.40%，其中男性为55.84%，女性为33.79%。